# Excitation
I fysik innebär excitation (av latin: excitare, egga, stimulera) att energi tillförs till en atom så att en elektron får mer energi och "hoppar upp" (exciterar) till ett skal som motsvarar en högre energinivå. Energin tillförs genom att en elektron exempelvis absorberar en foton, eller krockar med en närliggande atom eller partikel.
Exciterade atomer är vanligen mycket instabila; efter en bråkdel av en sekund hoppar elektronen tillbaka till sitt grundtillstånd, varvid den extra energin avges i form av elektromagnetisk strålning (ljus). Beroende på atomslaget, hur mycket energi som tillförts och huruvida elektronen hoppar tillbaka till sitt grundtillstånd i ett enda, eller flera steg, kommer olika våglängder att utsändas. Det utstrålade ljuset har väldigt specifika våglängder, vilka i ett spektroskop syns som ämnets emissionslinjer och gör att fenomenet kan användas för att beräkna vilka ämnen ett visst prov består av. Detta används bland annat inom astronomi för att bestämma vilka grundämnen olika stjärnor är uppbyggda av.
Excitation utnyttjas även i olika former av lysrör, där en tunn gas exciteras på elektrisk väg. Beroende på vilka ämnen som finns i röret kan man få fram olika färger på det utsända ljuset.
Uttrycket finns även inom medicinen där en patient i katatoniskt tillstånd kan vara extremt överaktiv (exciterad), i motsats till kataton orörlighet (stupor).